# Marcel Ndjeng
Marcel Biyouha Ndjeng (Bonn Alemania, 6 de mayo de 1982) es un futbolista profesional camerúnes de origen alemán que juega en el Atlético Baleares de la Segunda División B de España, en el puesto de Mediocampista. También posee la nacionalidad de Camerún.

## Trayectoria
Ndjeng se unió al Hamburgo S.V. cedido por el Borussia Mönchengladbach, luego firmaría un contrato con el FC Augsburg por dos años.

## Clubes
| Equipo                      | País     | Periodo   | Partidos | Goles |
| --------------------------- | -------- | --------- | -------- | ----- |
| FK Atlantas Klaipėda        | Lituania | 2001-2003 | 23       | 5     |
| 1. FC Köln II               | Alemania | 2001-2004 | 75       | 12    |
| Fortuna Düsseldorf          | Alemania | 2004-2005 | 34       | 3     |
| SC Paderborn 07             | Alemania | 2005-2006 | 34       | 9     |
| Arminia Bielefeld           | Alemania | 2006-2007 | 10       | 2     |
| Arminia Bielefeld II        | Alemania | 2007      | 6        | 1     |
| Borussia Mönchengladbach    | Alemania | 2007-2008 | 39       | 4     |
| Borussia Mönchengladbach II | Alemania | 2008-2009 | 1        | 0     |
| Hamburgo SV                 | Alemania | 2009      | 2        | 0     |
| Hamburgo SV II              | Alemania | 2009      | 5        | 3     |
| FC Augsburg                 | Alemania | 2009-2012 | 61       | 6     |
| Hertha Berlín               | Alemania | 2012-2015 | 61       | 5     |
| SC Paderborn 07             | Alemania | 2015      | 10       | 1     |

## Carrera internacional
Su primera convocatoria de la Selección de fútbol de Camerún el 15 de mayo de 2008, con la selección de Camerún fue internacional en 5 oportunidades.

## Personal
Su hermano Dominique Ndjeng también fue un jugador profesional de fútbol